# ドン・チェリー (アイスホッケー)

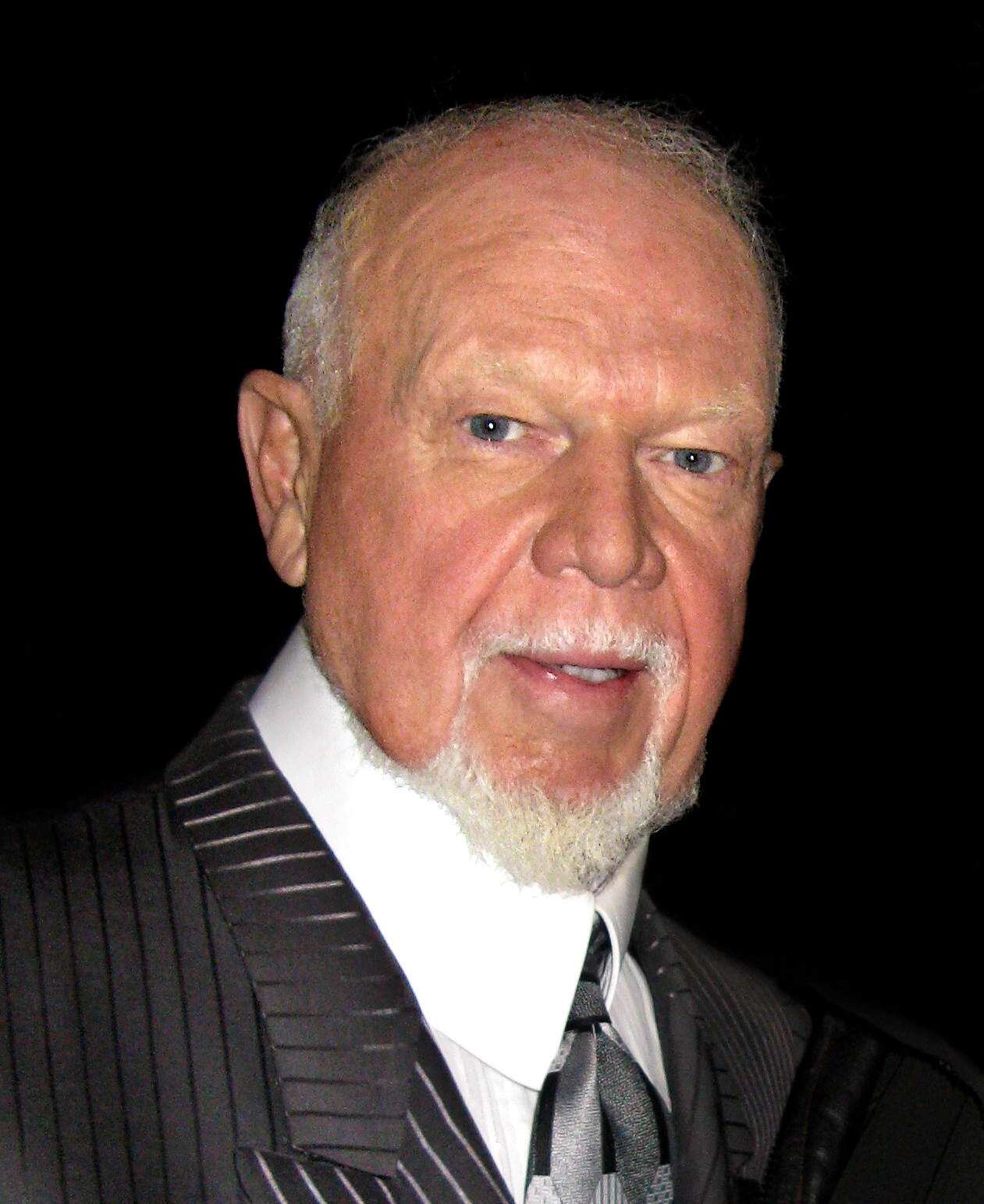
ドン・チェリー

ドン・チェリー（英語：Don Cherry、本名：Donald Stewart Cherry、1934年2月5日 - ）は、カナダ連邦オンタリオ州キングストン出身のアイスホッケー解説者。元プロアイスホッケー選手、元NHLチームのコーチ。
かつてCBCの長寿スポーツ番組「ホッケー・ナイト・イン・カナダ」で「コーチズ・コーナー（Coach's Corner）」を担当していた。
「コーチズ・コーナー」でペアを組んでいるロン・マクレーン（Ron MacLean）と好対照で、歯に衣着せぬ物言いと派手な衣装で有名である。

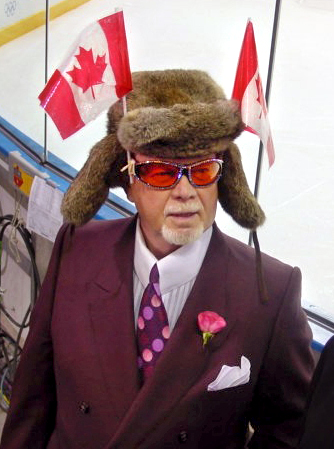
ソルトレークオリンピックでのドン・チェリー

## 経歴
ジュニア・ホッケー（ユース）で選手として活躍後、1954年にアメリカン・ホッケー・リーグ（AHL）のハーシー・ベアーズと契約。NHLの選手としてはボストン・ブルーインズ在籍時の1955年にプレーオフで1試合に出場したのみにとどまり、20年のキャリアの殆どをマイナーリーグで過ごし1970年に現役引退。
1971年にAHLチームのコーチに就任、その後1974年にブルーインズのヘッドコーチに就任、1975-76シーズンに最優秀コーチに与えられるジャック・アダムス賞を受賞し、翌シーズンから2年連続でスタンレー・カップ決勝に進出するなど輝かしい成績を残す。
1979-80シーズンにコロラド・ロッキーズのヘッドコーチを務めた後、1981年よりCBCの「ホッケー・ナイト・イン・カナダ」で解説者として登場。
1987年よりロン・マクレーンと組みホッケー解説を行なっていた。
1998年には長野オリンピックアイスホッケーのCBCでの解説のためマクレーンと共に訪日し、同年にはアイスホッケーを題材としたカナダのテレビドラマ「Power Play」にフィラデルフィアのチームのコーチ役で出演した。
2019年11月、「ホッケー・ナイト・イン・カナダ」の放送中にカナダ国内の移民を批判する発言をしたことから、スポーツネット社から解雇通告を受け、同番組を降板する事態となった。